# La Plaisanterie
Pour les articles homonymes, voir plaisanterie.
 (juin 2020).
Si vous disposez d'ouvrages ou d'articles de référence ou si vous connaissez des sites web de qualité traitant du thème abordé ici, merci de compléter l'article en donnant les références utiles à sa vérifiabilité et en les liant à la section « Notes et références ».
La Plaisanterie (titre original : Žert) est un roman de Milan Kundera publié en 1967, dont l'histoire se déroule dans la Tchécoslovaquie (Kundera emploie plutôt les appellations de Bohême et Moravie) de l'immédiat après-guerre jusqu'aux années précédant le Printemps de Prague.

## Résumé
Ludvik Jahn, étudiant et militant communiste, est exclu du Parti, renvoyé de l'université et enrôlé de force dans l'armée avec les « noirs » (déviants politiques et ennemis de classe du régime socialiste tchèque) pour avoir, dans une carte postale destinée à une jeune étudiante qu'il courtisait, inscrit une phrase au second degré : « L'optimisme est l'opium du genre humain ! L'esprit sain pue la connerie ! Vive Trotski ! »
Roman polyphonique, il fait se croiser quatre destins ; outre celui de Ludvik, narrateur des deux tiers du livre, il donne ainsi la parole à son ancien meilleur ami Jaroslav, musicien attaché à la fois au socialisme — par pragmatisme — et aux traditions populaires de son pays la Moravie, dont il donne une description assez détaillée (en accord avec la conception du roman que revendique Kundera comme genre pouvant inclure tous les autres). La troisième narratrice est Helena, femme de Pavel, ancien ami de Ludvik mais qui avait été à l'origine de son exclusion du Parti, et que Ludvik séduit par vengeance, cherchant à s'approprier à travers ce corps donné la substance de celui qui l'avait défait. Enfin, une autre connaissance de jeunesse, Kostka, apporte à l'histoire un point de vue de croyant.
Le retour final de Ludvik dans sa petite ville natale (qui commence aussi le roman : « Ainsi, après bien des années, je me retrouvais chez moi ») est l'occasion de la rencontre de la plupart des personnages, ainsi que d'une succession accélérée des narrateurs, dessinant comme la figure musicale de la « strette ».

## Succession des parties
1. Ludvik
2. Helena
3. Ludvik
4. Jaroslav
5. Ludvik
6. Kostka
7. Ludvik. Helena. Jaroslav

## Thèmes
Kundera a déclaré, en réaction aux lectures excessivement politiques du roman (paru en France après le Printemps de Prague), que La plaisanterie était essentiellement une histoire d'amour.
On peut, en outre, assez clairement y lire plusieurs idées (romanesques) qui resteront chères à Kundera. La multiplicité de points de vue, essentielle au roman, met en évidence à quel point nos intuitions sur autrui sont souvent biaisées, voire totalement fausses. C'est particulièrement le cas de l'amour (par exemple Héléna brûle d'amour pour ce Ludvik dont elle interprète aveuglement chaque geste cynique) et plus généralement de toutes les attitudes lyriques caractéristiques de la jeunesse, dont les traits principaux sont la bêtise, l'ignorance et l'esprit de sérieux (d'où le titre — toute l'histoire de Ludvik n'étant que la conséquence, très sérieuse, d'une plaisanterie).

## Problèmes de traduction
La langue française maîtrisée, Kundera s'est lancé dans la correction des traductions de ses livres. Les Éditions Gallimard indiquent qu'entre 1985 et 1987, les traductions des ouvrages La Plaisanterie, Risibles amours, La vie est ailleurs, La Valse aux adieux, Le Livre du rire et de l'oubli, L'Insoutenable légèreté de l'être, ont été entièrement revues par l'auteur et, dès lors, ont la même valeur d'authenticité que le texte tchèque. Dans La Plaisanterie, note de l'auteur, il explique l'importance et la raison qui le poussent à réagir de cette manière :

« Un jour, en 1979, Alain Finkielkraut m'a longuement interviewé pour le Corriere della Sera : « Votre style, fleuri et baroque dans La Plaisanterie, est devenu dépouillé et limpide dans vos livres suivants. Pourquoi ce changement ?

Quoi ? Mon style fleuri et baroque ? Ainsi ai-je lu pour la première fois la version française de La Plaisanterie. (Jusqu'alors je n'avais pas l'habitude de lire et de contrôler mes traductions ; aujourd'hui, hélas, je consacre à cette activité sisyphesque presque plus de temps qu'à l'écriture elle-même.)

Je fus stupéfait. Surtout à partir du deuxième quart, le traducteur (ah non, ce n'était pas François Kérel, qui, lui, s'est occupé de mes livres suivants !) n'a pas traduit le roman ; il l'a réécrit :

Il y a introduit une centaine (oui !) de métaphores embellissantes (chez moi : le ciel était bleu ; chez lui : sous un ciel de pervenche octobre hissait son pavois fastueux ; chez moi : les arbres étaient colorés ; chez lui : aux arbres foisonnait une polyphonie de tons ; chez moi : elle commença à battre l'air furieusement autour d'elle ; chez lui : ses poings se déchaînèrent en moulin à vent frénétique (…).

Oui, aujourd'hui encore, j'en suis malheureux. Penser que pendant douze ans, dans nombreuses réimpressions, La Plaisanterie, s'exhibait en France dans cet affublement !… Deux mois durant, avec Claude Courtot, j'ai retravaillé la traduction. La nouvelle version (entièrement révisée par Claude Courtot et l'auteur) a paru en 1980.

Quatre ans plus tard, j'ai relu cette version révisée. J'ai trouvé parfait tout ce que nous avions changé et corrigé. Mais, hélas, j'ai découvert combien d'affectations, de tournures tarabiscotées, d'inexactitudes, d'obscurités et d'outrances m'avaient échappé !

En effet, à l'époque, ma connaissance du français n'était pas assez subtile et Claude Courtot (qui ne connaît pas le tchèque) n'avait pu redresser le texte qu'aux endroits que je lui avais indiqués. Je viens donc de passer à nouveau quelques mois sur La Plaisanterie. »

## Citations
" (...) les terres de cette étrange liberté où n'existe ni honte, ni retenue, ni morale, dans le domaine de cette bizarre liberté ignoble où tout est permis, où il suffit d'entendre, au-dedans de soi, la pulsation du sexe, cette bête".
"J'étais celui qui avait plusieurs visages (...); et quand j'étais seul (quand je pensais à Marketa) j'étais humble et troublé comme un collégien. Ce dernier visage était-il le vrai? Non. Tous étaient vrais: je n'avais pas, à l'instar des hypocrites, un visage authentique et d'autres faux. J'avais plusieurs visages parce que j'étais jeune et que je ne savais pas moi-même qui j'étais et qui je voulais être" (...) "La machinerie psychique et physiologique de l'amour est si compliquée qu'à une certaine période de la vie le jeune homme doit se concentrer presque exclusivement sur sa seule maîtrise, si bien que lui échappe l'objet même de l'amour: la femme qu'il aime (...)"
J'étais "prêt à me rendre n'importe où pour être avec Marketa; tout cela parce que je l'aimais, mais essentiellement parce qu'elle était l'unique femme à mon horizon et que ma situation de garçon sans fille était pour moi intolérable"
"Cette poignée de vieux chants populaires, ils sont de toute beauté. Quant au reste, notre répertoire le laisse froid. Nous nous conformons trop au goût du jour. Rien d'étonnant. Nous produisant devant le grand public, nous cherchons à plaire. Aussi érodons-nous de nos chansons tous leurs traits singuliers. Nous en érodons l'inimitable rythme en les adaptant à une métrique conventionnelle. Nous empruntons à la couche chronologique la moins profonde, parce que cela passe plus facilement la rampe" 
"Politiques, écrivains, savants, artistes. D'eux, on n'a pas fait des symboles. Leurs photos n'ornent pas les murs des secrétariats ni des écoles. Cependant, ils ont souvent laissé une œuvre. Mais c'est précisément l'œuvre qui gêne. On a de la peine à l'arranger, à l'élaguer, à tailler dedans. C'est l'œuvre qui dérange dans la galerie de propagande des héros."
Traversant le square de sa petite ville: "(...) une atmosphère de vide poussiéreux"
"Je lui proposai une promenade en dehors de Prague. Elle protesta et me rappela qu'elle était mariée. Rien ne pouvait me combler autant que cette manière de résister."
"– Mais vous aimez le milieu populaire.

– C'est vrai, fit-elle. Je déteste les boîtes chics, ces meutes de larbins avec leurs kyrielles de plats...

– Absolument d'accord, rien ne vaut un bistrot où le serveur vous ignore, un local enfumé, qui sent mauvais!"
"une certaine affectation, depuis longtemps démodée, qui fleurissait aux années d'enthousiasme révolutionnaire où on se pâmait devant tout ce qui était "ordinaire", "populaire", "simple", "rustique", et qui se montrait prompt à mésestimer toute forme de "raffinement" et d'"élégance" "
"(...) il faut oser être soi-même (...). Ces idéaux provenaient de l'ancien puritanisme révolutionnaire et s'alliaient à l'idée d'homme "pur", "sans tache", moralement ferme et strict. Seulement, comme le monde des principes d'Héléna ne reposait pas sur une réflexion, mais (comme c'est le cas pour la plupart des gens) sur quelques impératifs sans lien logique, il n'y avait rien de plus facile que d'associer l'image d'un "personnage limpide" à un comportement immoral, et par là d'empêcher que la conduite souhaitée par Héléna (l'adultère) n'entre dans un conflit traumatisant avec ses idéaux."
"je relevai la jupe jusqu'à dévoiler la bordure des bas et les bandes élastiques qui, sur les cuisses déjà grasses d'Héléna, évoquaient je ne sais quoi de triste et pauvre".
"le stupide âge lyrique où l'on est à ses propres yeux une trop grande énigme pour pouvoir s'intéresser aux énigmes qui sont en dehors de soi et où les autres (fussent-ils les plus chers) ne sont que miroirs mobiles dans lesquels on retrouve étonné l'image de son propre sentiment, son propre trouble, sa propre valeur."
« Il donnait plus d’importance à notre lien externe qu’à notre différence interne. Irréconciliable avec les ennemis extérieurs et tolérant quant aux différends intérieurs. Moi non, Moi c’est juste le contraire »

« L'optimisme est l'opium du genre humain. L'esprit sain pue la connerie. Vive Trotski ! »

## Adaptation cinématographique
En 1968, Jaromil Jireš a réalisé le film La Plaisanterie, adaptation du roman au cinéma (Milan Kundera a participé à l'écriture du scénario). Ce film s'inscrit dans le courant artistique qui a précédé le Printemps de Prague, appelé parfois la Nouvelle Vague tchèque.

## Éditions
- 1968 : première traduction française chez Gallimard, révisée en 1980, traduction française définitive en 1985.
- 2011 : La Plaisanterie dans Œuvre, édition définitive, Gallimard, Bibliothèque de la Pléiade, tome I  (ISBN 978-2-07-011935-6)